# NGC 5364
NGC 5364 = NGC 5317 ist eine Spiralgalaxie vom Hubble-Typ Sbc/P und liegt im Sternbild Virgo am Nordsternhimmel. Sie ist rund 54 Millionen Lichtjahre von der Milchstraße entfernt und hat einen Durchmesser von etwa 105.000 Lichtjahren. Das Objekt hat mit NGC 5363 eine Begleitgalaxie, deren gravitative Kräfte für die ausgedehnten Sternbildungs-Regionen in den Spiralarmen verantwortlich sind.
Entdeckt wurde die Galaxie am 2. Februar 1786 von William Herschel (als NGC 5364 aufgeführt). „Wiederentdeckt“ am 7. April 1828 von John Herschel (als NGC 5317 gelistet).

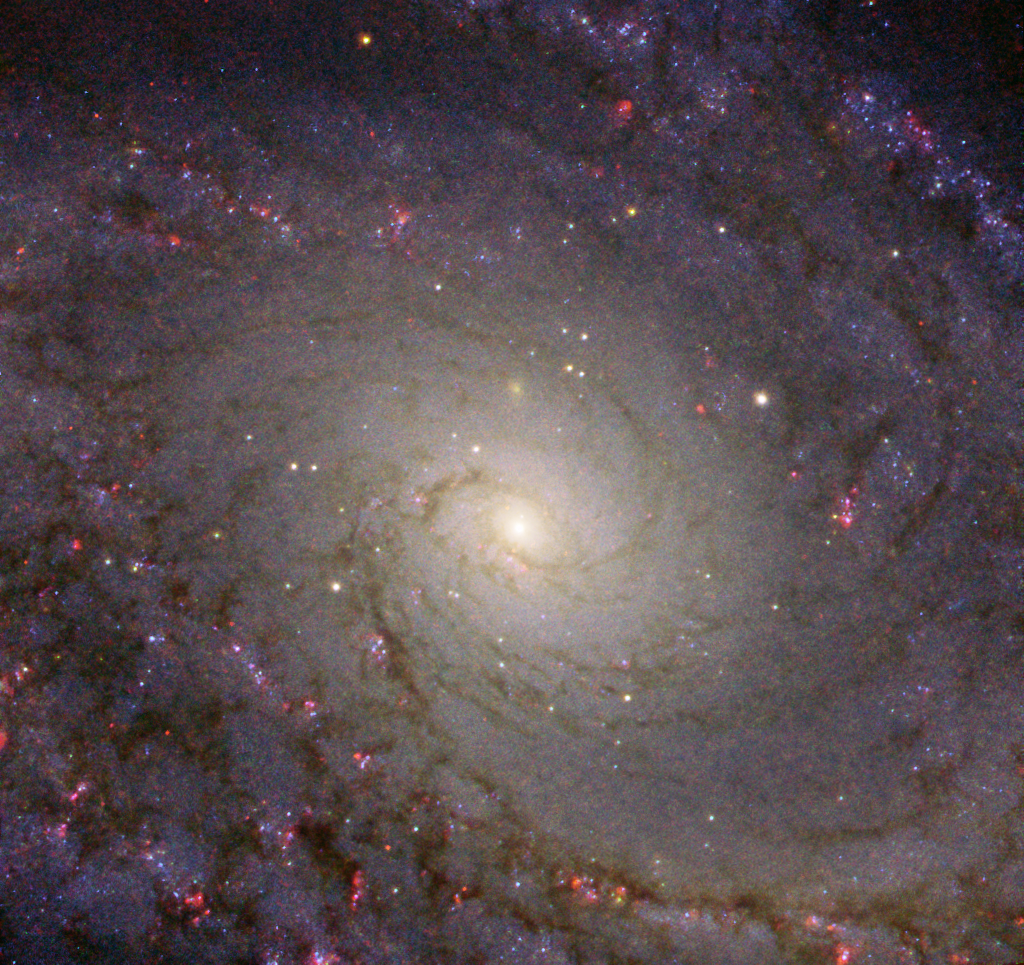
Detaillierte Aufnahme des Zentrums von NGC 5364, erstellt mithilfe des Hubble-Weltraumteleskops
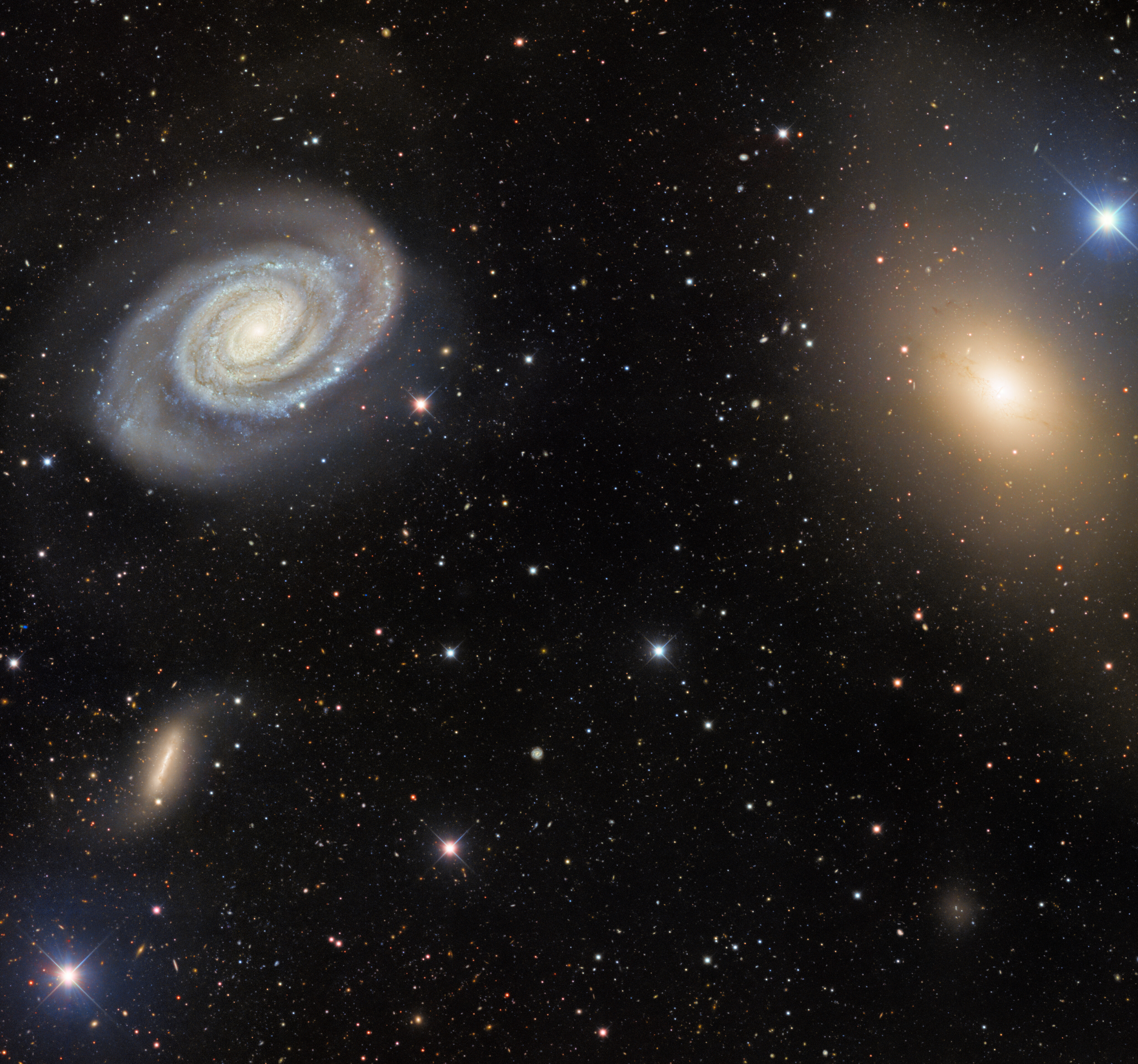
Aufnahme von NGC 5364 (li.) mithilfe des Víctor M. Blanco Telescope

## NGC 5364-Gruppe (LGG 362)
| Galaxie  | Alternativname | Entfernung/Mio. Lj |
| -------- | -------------- | ------------------ |
| NGC 5364 | PGC 49555      | 54                 |
| NGC 5300 | PGC 48959      | 51                 |
| NGC 5338 | PGC 49353      | 35                 |
| NGC 5348 | PGC 49411      | 64                 |
| NGC 5356 | PGC 49468      | 60                 |
| NGC 5360 | PGC 49513      | 51                 |
| NGC 5363 | PGC 49547      | 50                 |